# Den sidste af Slægten
Den sidste af Slægten er en dansk stumfilm fra 1922, der er instrueret af Emanuel Gregers efter manuskript af Edvard Nielsen-Stevns og Valdemar Andersen.

## Handling
Om en bondesøns flugt fra landet og indtil hovedstaden, og hans kamp for at genvinde sin ungdomskæreste.

## Medvirkende
- Bertel Krause - Ole Engen
- Ingeborg Pehrson - Inger, Oles kone
- Carlo Wieth - Niels, Ole og Ingers søn
- Peter Nielsen - Strandfogeden
- Astrid Holm - Lise, strandfogedens datter
- Robert Schmidt - Maleren Krantz
- Viggo Lindstrøm - Grosserer Simonsen
- Ebba Buch - Helen, grosserens datter
- Frederik Jacobsen - Willum, en gammel litterat
- Moritz Bielawski - En herre på gaden
- Petrine Sonne - En gammel, fattig kone